# Ölschrot

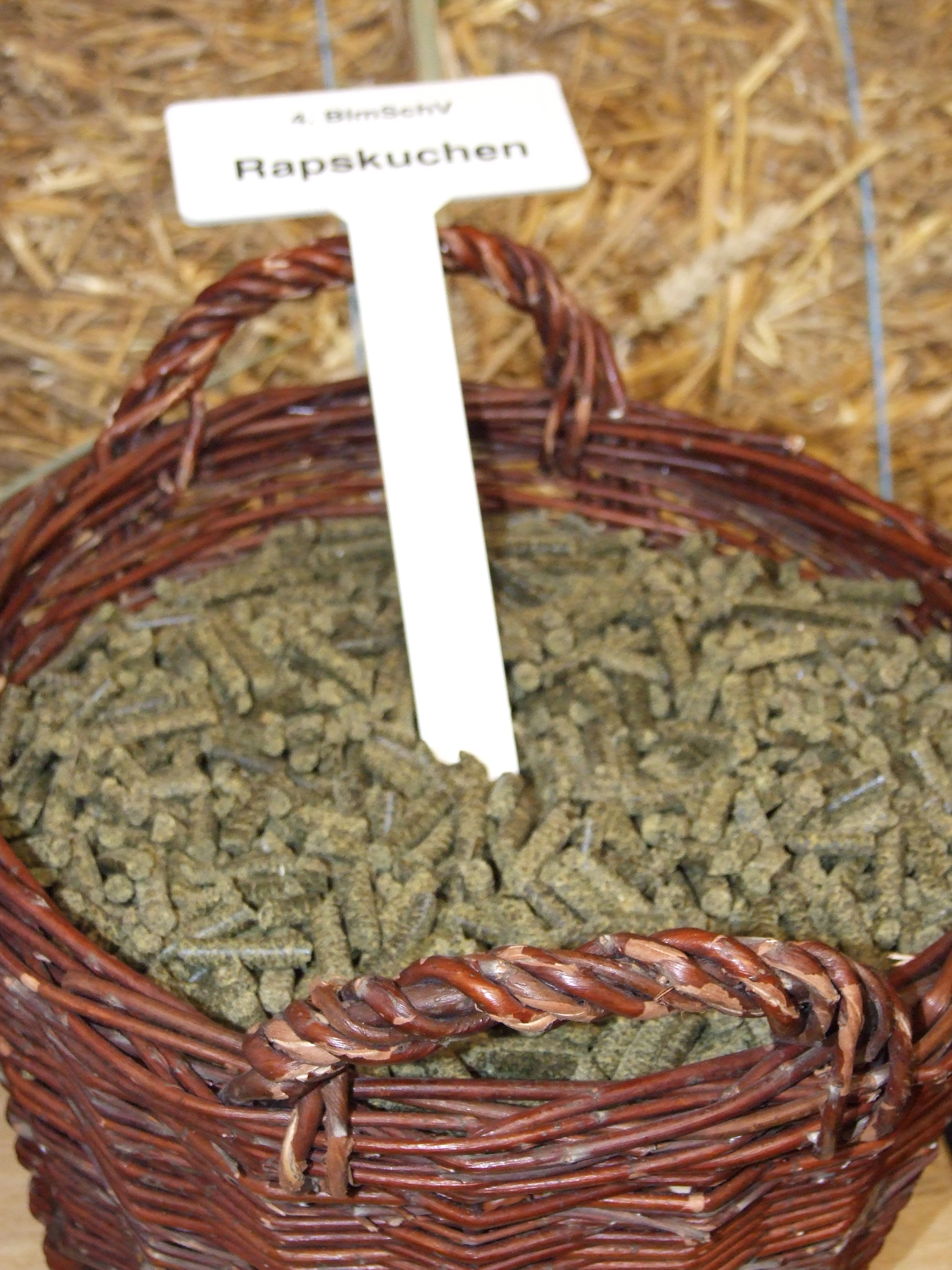
Rapskuchenpellets: Pelletiertes Ölschrot aus der Pressung von Rapssaat

Ölschrot ist ein Nebenprodukt, das bei der Herstellung verschiedener Pflanzenöle entsteht. Der Begriff wird meist im Kontext der Verwendung des Pressrückstands als Tierfütterung verwendet.

## Arten und Verwendung
Zusammensetzung und Eigenschaften der Ölschrote sind abhängig vom verwendeten Ausgangsmaterial (verschiedene Ölsaaten und Ölfrüchte) und dem Verfahren der Ölgewinnung. Je nach Verarbeitungsverfahren werden Ölschrote auch Presskuchen (bei Heiß- oder Kaltpressung der Ölsaaten) oder Extraktionsschrot (bei Ölextraktion durch Lösungsmittel) genannt.
Ölschrote essbarer Pflanzen (vor allem Sojas- und Rapsschrot, aber auch Palmkern-, Sonnenblumen- und Maiskeimschrot) werden in der Regel als hochwertige Eiweißfuttermittel in der Tierernährung eingesetzt und dienen als Alternative zu Futterleguminosen oder auch zu Tier- und Fischmehl.

## Markt
Vor allem Sojaschrot und Rapsschrot werden als Futtermittel weltweit in großen Mengen gehandelt. Durch den weltweiten Zuwachs in der Tierhaltung vor allem den Schwellenländern steigt der Bedarf an proteinreichen Futtermitteln. Die steigende Nachfrage nach Ölschroten wirkt sich steigernd auf die weltweite Erzeugung von Ölsaaten aus.
In Deutschland werden jährlich rund 4,5 Mio. t Rapsschrot und 2,7 Mio. t Sojaschrot erzeugt. In der Europäischen Union wurden im Jahr 2008 35,8 Mio. t Sojaschrot, 9,8 Mio. t Rapsschrot und 10,8 Mio. t weitere Ölschrote verbraucht.